# 間宮林蔵
間宮 林蔵（まみや りんぞう）は、江戸時代後期の徳川将軍家御庭番、探検家。名は倫宗（ともむね）。元武家の帰農した農民出身であり、幕府で御庭番を務めた役人であった。生年は安永4年（1775年）とも。
樺太（サハリン）が島である事を確認し間宮海峡を発見した事で知られる。近藤重蔵、平山行蔵と共に「文政の三蔵」と呼ばれる。

## 経歴

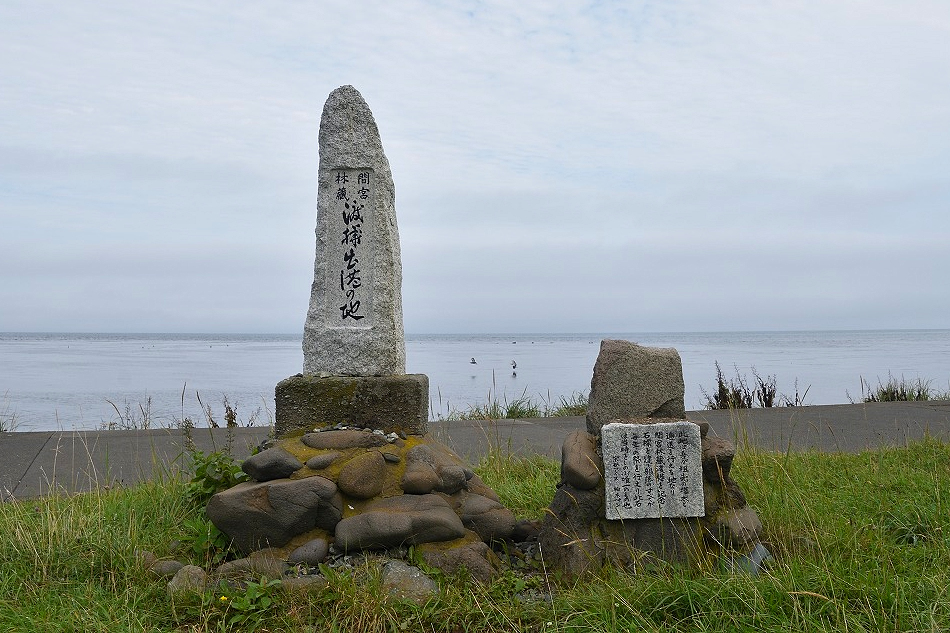
1808年、間宮林蔵が樺太へ向けて出航したとされる地に立つ石碑。宗谷岬から稚内方面へ3kmほど進んだ海岸にある。

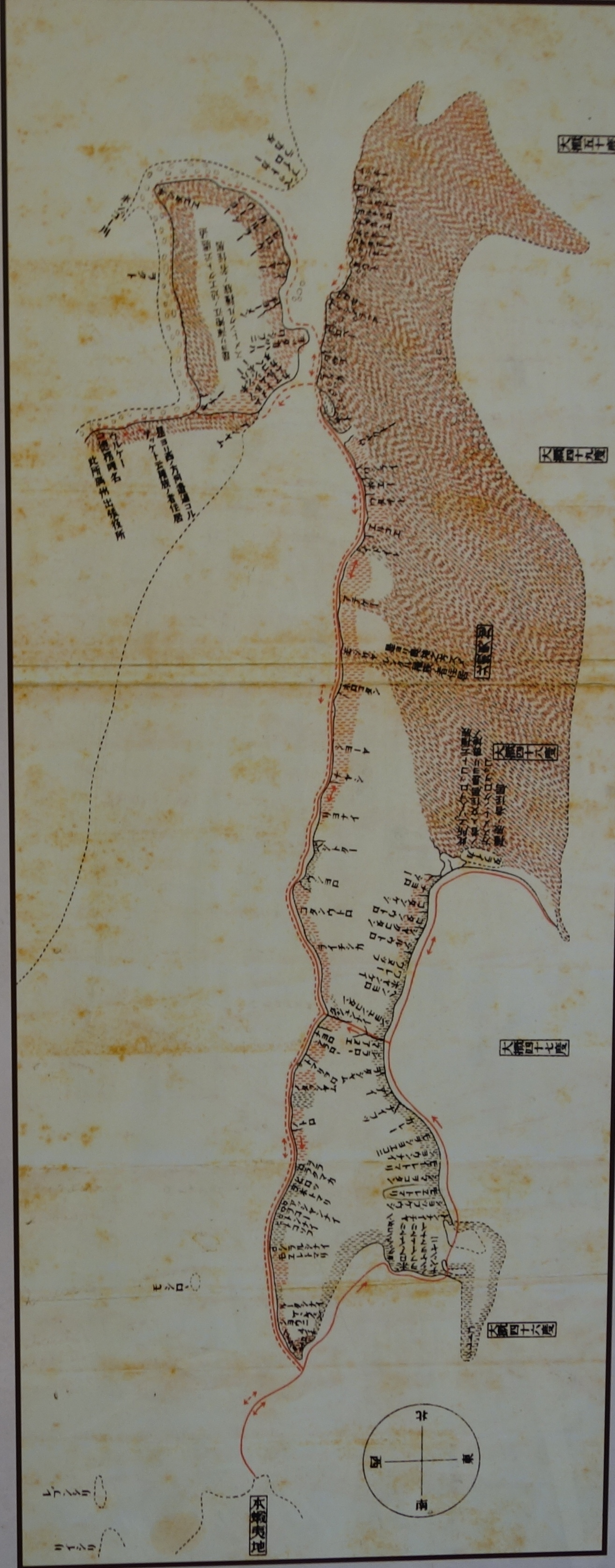
1810年に間宮林蔵が作成したサハリン（樺太）の地図

常陸国筑波郡上平柳村（現在の茨城県つくばみらい市の一部）の小貝川のほとりに、農民の子として誕生。戦国時代に後北条氏に仕えた宇多源氏佐々木氏分流間宮氏の篠箇城主の間宮康俊の子孫で間宮清右衛門系統の末裔。生家に近い専称寺で学んだが、特に算術に秀でていたと伝わる。
当時幕府は利根川東遷事業を行っており、林蔵の生まれた近くで堰（関東三大堰のひとつ、岡堰）の普請を行っていた。この作業に加わった林蔵は幕臣・村上島之丞に地理や算術の才能を見込まれ、後に幕府の下役人となった。
寛政12年（1800年）に村上の従者として蝦夷地に初めて派遣され、同地に測量調査に来ていた伊能忠敬と出会うこととなった。その後は伊能から直接測量技術を学び、蝦夷地や南千島の測量に従事した。享和3年（1803年）、西蝦夷地（日本海岸およびオホーツク海岸）を測量し、ウルップ島までの地図を作製した。
文化4年（1807年）4月25日、択捉場所（寛政12年（1800年）クナシリ場所から分立。択捉島）の紗那会所元に勤務していた際、幕府から通商の要求を断られたニコライ・レザノフが復讐のため部下のニコライ・フヴォストフたちに行わせた同島襲撃（文化露寇）に巻き込まれた。この際、林蔵は徹底抗戦を主張するが受け入れられず、撤退。後に他の幕吏らが撤退の責任を追及され処罰される中、林蔵は抗戦を主張したことが認められて不問に付された。

### 2度の樺太探検と間宮海峡の発見
間宮林蔵は、幕府の命により2度にわたって樺太を探検した。
第一回目は、文化5年（1808年）4月13日（新暦5月8日）、当時29歳の間宮林蔵は、松前奉行支配調役松田伝十郎とともに宗谷を出発。樺太を探索することとなった。
宗谷岬から渡航して樺太南端のシラヌシ（本斗郡好仁村白主）でアイヌの従者を雇い、漁に用いる小舟を借た。樺太が島であればどこかで必ず出会うはずだと考えた間宮一行は、松田は西海岸から、林蔵は東海岸から樺太の探索を進めた。林蔵は多来加湾岸のシャクコタン（散江郡散江村）まで北上するが、それ以上は小舟で進む事ができなかったために探検を断念。再び南下し、最狭部であるマーヌイ（栄浜郡白縫村真縫）から樺太を横断して、西岸クシュンナイ（久春内郡久春内村）に出て海岸を北上、北樺太西岸ノテトで松田と合流した。このとき、林蔵は、樺太北部にはアイヌ語が通じないオロッコと呼ばれる民族がいることを発見し、その生活の様子を記録に残している。
こうして間宮一行は、同年閏6月20日（新暦8月11日）、シラヌシから宗谷に帰着した。
樺太探検を諦めきれなかった林蔵は、幕府に調査報告書を提出した後、再探索を願い出た。これが許可されると、単身2回目の樺太探検へ向かった。第2回目の出発は宗谷帰着から20日ほど後の7月13日（新暦9月3日）。
林蔵は、現地で6人のアイヌの従者を雇い、西海岸を北上した。トンナイで一冬を過ごし、翌1809年5月に樺太を北上。第一回の探索で到達した地よりも更に北に進んで黒竜江河口の対岸に位置する北樺太西岸ナニオーまで到達し、樺太が半島ではなく島である事を発見。樺太北部と大陸の間に海峡があることを確認した。この時の探検地図が、後にシーボルト作成した日本地図で「マミアノセト（間宮海峡）」としてヨーロッパに紹介され、間宮林蔵の名前は世界地図上で不朽のものとなった。
更に林蔵は、樺太北部に居住するギリヤーク人（ニヴフ）から聞いた、清国の役所が存在するという黒竜江（アムール川）下流の町「デレン」の存在、およびロシア帝国の動向を確認すべく、鎖国を破ることは死罪に相当することを知りながらも、ギリヤーク人らと共に海峡を渡ってアムール川下流を調査した。その記録は『東韃地方紀行』として残されており、ロシア帝国が極東地域を必ずしも十分に支配しておらず、清国人が多くいる状況が報告されている。なお、現在ロシア領となっているアムール川流域の外満洲はネルチンスク条約により当時は清領であった。

### 樺太探検後
樺太北部の探索を終えた林蔵は文化6年旧暦9月末（1809年11月）、宗谷に戻り、11月に松前奉行所へ出頭し帰着報告をしている。松前において探索の結果報告の作成に取りかかり、師の村上島之丞の養子である村上貞助に口述を筆記させ、『東韃地方紀行』、『北夷分界余話』としてまとめ、文化8年（1811年）1月、江戸に赴いて地図と共に幕府に提出した。
江戸において林蔵は伊能忠敬の邸に出入りして測量技能の向上に努めた。
文化8年（1811年）4月、松前奉行支配調役下役格に昇進。同年12月、ゴローニン事件の調査のため松前に派遣される。
文政5年（1822年）、普請役となる。
文政11年（1828年）には勘定奉行・村垣定行の部下になり、幕府の隠密として全国各地を調査。石州浜田藩の密貿易の実態を掴み、大坂町奉行矢部定謙に報告し検挙に至らせる（竹島事件）などの活動に従事した。同年シーボルト事件が起こったが、シーボルトから高橋景保への書簡には間宮宛の包みも含まれており、間宮は当時の幕府の規定通りにこれを届け出たところから事件が露見したする説がある。
その後、探索で培った、蝦夷・樺太方面に対する豊富な知識や海防に対する見識が高く評価され、老中大久保忠真に重用された。また、川路聖謨や江川英龍らとも親交を持った。さらに当時蝦夷地の支配を画策していた水戸藩主徳川斉昭の招きを受け、水戸藩邸等に出入りして斉昭に献策し、藤田東湖らと交流を持った。
晩年は身体が衰弱し、隠密行動も不可能になったという。天保15年2月26日（1844年4月13日）、江戸深川蛤町か本所外手町において没した。梅毒を死因とする説もある。アイヌ人女性との間に生まれた実子がおり、子孫が現在でも北海道に在住しているが、家督は浅草の蔵手代青柳家から養子に入った鉄二郎（孝順）が相続した。
墓所は、東京都江東区の本立院と茨城県つくばみらい市上柳の専称寺にある。
1904年（明治37年）4月22日、贈正五位。

## 蝦夷地測量
伊能忠敬が間宮に測量の技術を教授し、間宮の測量の精度があがったという。スケジュールの都合上忠敬が蝦夷地を測量できなかった際には、間宮が代わりに蝦夷地を測量して測量図を作った。その結果、大日本沿海輿地全図の蝦夷以北の地図は最終的に間宮の測量図になった。その後間宮林蔵が抜けた海峡はシーボルトにより間宮海峡と名付けられた。

## 備考
- 生年については、間宮家の菩提寺である専称寺の過去帳に基づいて安永9年（1780年）とされるが、天保15年（1844年）に林蔵の跡目相続の際に幕府へ提出された伺書に記された年齢に基づいて安永4年（1775年）とする説もある。
- 林蔵とアイヌ人女性との間に生まれた娘の子孫が現在でも北海道に在住している。間宮林蔵顕彰会によると郷土史研究家の調査で子孫と確認された[11]。
- 東京都江東区の本立院の墓は、生前に自ら建てたとされ、墓石には「間宮林蔵蕪崇之墓」と刻まれているが、文字は水戸藩主・徳川斉昭が選したものであった。この墓は1945年（昭和20年）3月10日の東京大空襲で破損したが、戦後の1946年（昭和21年）5月に拓本を基に再建された。1955年（昭和30年）には、当時総理大臣であった鳩山一郎揮毫による記念碑「間宮林蔵先生之塋域」が境内に建てられた。
- 茨城県つくばみらい市上柳の専称寺の墓は、蝦夷地探査に先立ち決死の覚悟を持って建てたとされる。墓が建てられた正確な年代はわからないが、「間宮林蔵墓」と記された文字は林蔵の自筆であると伝わる。1955年（昭和30年）、茨城県の史跡に指定された。隣には両親の墓が並んでおり、墓前に明治43年に志賀重昂らによって建立された林蔵の顕彰碑がある。
- 茨城県つくばみらい市上平柳には、林蔵の生家跡に隣接して、旧伊奈町が顕彰事業の一つとして建設し、関連資料や遺品等を展示した「間宮林蔵記念館」及び、移築した生家がある。
- 茨城県取手市の小貝川岡堰には「間宮林蔵立像」がある。
- 宗谷岬から西に3km、北海道稚内市第二清浜地区には林蔵が樺太に渡った際の出発推定地として「間宮林蔵渡樺出港の地碑」が建てられており、林蔵が樺太行きに際して持参したと伝わる墓石がある。
- 北海道稚内市の宗谷岬には、生誕200年を記念して昭和55年7月に建てられた彫刻家・峯孝氏作のブロンズ像「間宮林蔵立像」がある。
- 1999年（平成11年）9月、アマチュア天文家・渡辺和郎が発見した小惑星12127番は、間宮林蔵にちなんで「Mamiya」と命名された。

## 関連著作
- 「北夷分界余話」「東韃地方紀行」「窮髪紀譚」（間宮林蔵の記録をもとに村上貞助が著述したもの）平凡社東洋文庫『東韃地方紀行』所収。
- 「窮髪紀譚」（間宮林蔵の記録をもとに儒者古賀侗庵が著述したもの）。